# Polodia
La polodìa (dal greco antico πόλος «perno, asse» e ὁδός «percorso, traiettoria») è il movimento dei poli rispetto alla superficie terrestre. Il termine designa altresì la curva descritta da ciascuno dei due poli sulla superficie terrestre.
Non si confonda il moto di polodìa con il moto di precessione: entrambi riguardano l'asse di rotazione terrestre; ma mentre la polodìa ha come riferimento la Terra e cause ad essa interne, la precessione ha come riferimento la volta celeste e cause principalmente esterne alla Terra.
Le curve descritte dai due poli Nord e Sud non sono simmetriche rispetto al centro di rotazione terrestre (cioè al punto dell'asse di rotazione equidistante dai poli), ma restano comunque  contenute entro un cerchio di non più di 20 m di diametro, salvo cataclismi epocali.

## Cause
La Terra non è assimilabile a un corpo rigido; la distribuzione delle masse al suo interno può variare:
- per moti convettivi in seno alla porzione liquida del nucleo terrestre;
- per moti delle placche tettoniche, manifestantisi con terremoti;
- per i moti delle maree, dei ghiacciai e di altre masse considerevoli.

Quando enormi masse si ridistribuiscono entro il volume della Terra, l'asse di istantanea rotazione terrestre tende a stabilizzarsi cercando di sovrapporsi a un asse principale di inerzia. La reazione giroscopica induce un movimento conico dell'asse di rotazione: infatti la polodia ha caratteristico andamento a spirale nello stesso senso  della rotazione terrestre; una spira viene descritta in circa 433 giorni.
Secondo recenti ricerche tale moto è da ascrivere principalmente alle variazioni fisiche (temperatura, salinità,  pressione) a carico delle profondità degli oceani.
Per cercare di intuire meglio la genesi della polodia ci si può anche riferire alla reazione che l'asse di rotazione terrestre oppone al momento torcente - esercitato dalla luna e dal sole - il cui piano d'azione non passa per il centro di massa della Terra, essendo questa non perfettamente sferica: tale momento determina il moto di precessione, analogo alla polodia. Del resto anche il ritorno di un pendolo alla sua posizione di equilibrio (stabile, a minima energia potenziale gravitazionale) non è immediato, ma procede secondo una lunga oscillazione intorno ad essa.
Sembra che la polodia presenti altre periodicità: una di breve periodo (diurna) e una di lungo  periodo (secolare), ma al pari dei terremoti non è possibile azzardare previsioni.

## Effetti
Il variare della posizione dei poli determina analoghe variazioni a carico della posizione dei paralleli e, soprattutto, dei meridiani, sui quali si fonda il GMT e di riflesso l'UTC.
Per monitorare la polodia nel 1895 venne costituito l'ILS (Servizio Internazionale delle Latitudini) che nel 1899 cominciò a raccogliere, comparare e coordinare i dati di cinque o sei stazioni di osservazione, tutte poste a 39° 8' N (in Italia a Carloforte presso la Torre di San Vittorio).
L'avvento dei satelliti artificiali (in particolare quelli della rete GPS) ha decretato la fine dell'ILS, confluito prima (1962) nell'IPMS (International Polar Motion Service) e poi (1988) nell'IERS (International Earth Rotation and Reference Systems Service), riorganizzando il lavoro e i compiti anche dell'Ufficio Internazionale dei Pesi e delle Misure, che dal 1987 aveva inglobato il BIH (Ufficio Internazionale dell'Ora Esatta).
Attualmente la misurazione della polodia si avvale dello studio dell'orbita di vari satelliti artificiali, a mezzo di rilevamenti doppler o laser di distanze e di posizioni, nonché dell'interferometria radioelettrica su sorgenti extragalattiche.

## Storia
Il movimento dei poli fu ipotizzato dal matematico svizzero Eulero intorno al 1760; seguirono ulteriori studi teorici di Lagrange, Laplace, Poisson, Jacobi, Bessel e la sistematizzazione di Poinsot (1858).
Le prime rilevazioni sperimentali si ascrivono al napoletano Arminio Nobile (metà del XIX secolo), cui si attribuisce la scoperta della variazione di breve periodo, ma la sua opera fu ignorata dalla comunità scientifica. I maggiori contributi vennero dallo statunitense Chandler a cavallo tra il  XIX e il XX secolo.